# MXML
MXML é uma linguagem de marcação baseada em XML introduzido pela primeira vez pela Macromedia em março de 2004. Nenhum significado oficial para o acrônimo oferece Adobe (que adquiriu Macromedia em dezembro de 2005), mas alguns desenvolvedores sugerem que ele deve sugerir "Magic Extensible Markup Language". É provável que o nome proveniente do sufixo MX dado a produtos Studio Macromedia lançados em 2002 e 2004. Os desenvolvedores de aplicativos usam MXML em combinação com ActionScript para desenvolver aplicativos ricos para internet.
MXML é usado principalmente para dispor declarativamente a interface de aplicativos e também pode ser usado para implementar comportamentos de aplicativos comerciais lógica e Internet. Práticas recomendadas comuns são empregadas na sintaxe de idioma, como o uso de chaves ({}) para forçar o computador para avaliar uma expressão e a notação de ponto para 'análise-down' por meio de um objeto.
O MXML pode trabalhar com várias linguagens servidor, entre elas pode se destacar o PHP, Java, ColdFusion, ASP.NET, etc.

## Exemplo
Abaixo um exemplo de código:
```
<?xml version="1.0"?>

<mx:Application
 
xmlns:mx=
"http://www.adobe.com/2006/mxml"
 
layout=
"absolute"
 
backgroundColor=
"#f6f6f6"
 
backgroundGradientColors=
"[#f6f6f6, #bbbbbb]"
>

	
<mx:Label
 
x=
"10"
 
y=
"10"
 
text=
"Submetendo formulário no método GET"
 
fontSize=
"20"
 
fontWeight=
"bold"
/>

	
<mx:HRule
 
x=
"10"
 
y=
"49"
 
width=
"80%"
/>

	
<mx:TextInput
 
id=
"username"
 
x=
"10"
 
y=
"71"
/>

	
<mx:Button
 
x=
"178"
 
y=
"71"
 
label=
"Enviar"
 
click=
"form1.send()"
/>

	
<mx:Label
 
x=
"10"
 
y=
"101"
 
text=
"Resultado"
/>

	
<mx:TextArea
 
x=
"10"
 
y=
"118"
 
width=
"234"
 
height=
"188"
 
id=
"textarea1"
/>

	

	
<mx:HTTPService
 
id=
"form1"
 
url=
"http://blog.mxml.com.br/wp-content/uploads/9/post.php"
 

			
method=
"GET"
 
resultFormat=
"text"
 
result=
"{textarea1.text = String(event.result)}"
>

		
<mx:request>

			
<username>
{username.text}
</username>

		
</mx:request>

	
</mx:HTTPService>

</mx:Application>

```